# بيتينا هوي
بيتينا هوي (بالألمانية: Bettina Hoy)‏ هي متسابقة الحدث ألمانية، ولدت في 7 نوفمبر 1962 في راينه في ألمانيا.

## وصلات خارجية
- بيتينا هوي على موقع أوليمبيديا (الإنجليزية)